# Mazerolles (Landes)
Mazerolles ist eine französische Gemeinde mit 670 Einwohnern (Stand 1. Januar 2022) im Département Landes in der Region Nouvelle-Aquitaine. Sie gehört zum Arrondissement Mont-de-Marsan und zum Kanton Mont-de-Marsan-2.

## Geographie
Die Gemeinde liegt rund 100 Kilometer südlich von Bordeaux und fünf Kilometer östlich der Arrondissements-Hauptstadt Mont-de-Marsan. Nachbargemeinden sind Saint-Avit im Norden, Bougue im Norden und Osten, Laglorieuse im Osten,  Bascons und Bretagne-de-Marsan im Süden sowie Mont-de-Marsan im Westen.

## Bevölkerungsentwicklung
| Jahr      | 1968 | 1975 | 1982 | 1990 | 1999 | 2006 | 2017 |
| Einwohner | 302  | 288  | 400  | 481  | 566  | 620  | 633  |

## Sehenswürdigkeiten
- Kirche Notre-Dame de l’Assomption de Beaussiet aus dem 13. Jahrhundert – Monument historique[1]